# 昂热 (上索恩省)
昂热（法語：Anjeux，法語發音：[ɑ̃ʒø]）是法国上索恩省的一个市镇，属于吕尔区。

## 地理
昂热（47°52'50"N, 6°12'32"E）面积8.71 平方千米，位于法国勃艮第-弗朗什-孔泰大區上索恩省，该省份为法国东部内陆省份，北起顺时针与孚日省、贝尔福地区省、杜省、汝拉省、科多尔省和上马恩省接壤。
与昂热接壤的市镇（或旧市镇、城区）包括：屈沃、布利涅、日尔方丹、拉皮瑟尔、瑟穆斯河畔圣卢、普莱讷蒙。

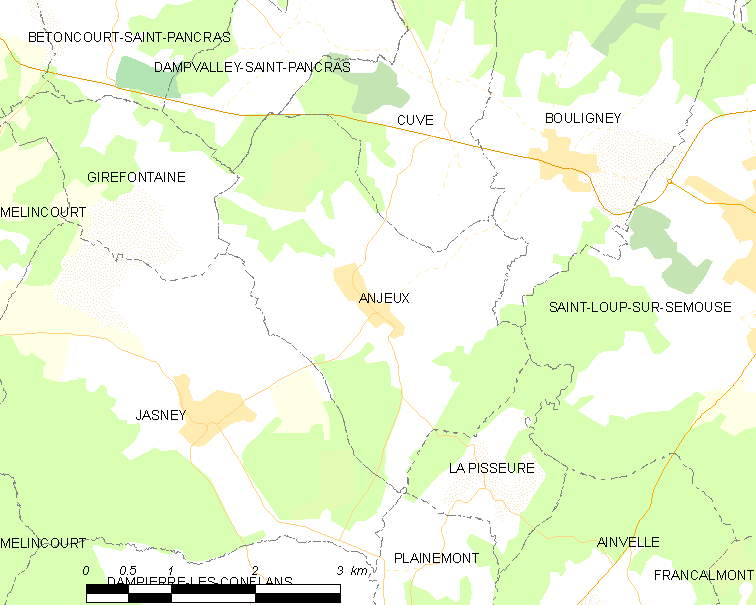
的OSM定位图

昂热的时区为UTC+01:00、UTC+02:00（夏令时）。

## 行政
昂热的邮政编码为70800，INSEE市镇编码为70023。

## 政治
昂热所属的省级选区为索恩港县。

## 人口

1962-2008年间人口变化图示

昂热于2022年1月1日时的人口数量为144人。